# Erika Csomor
Erika Csomor née le 8 novembre 1973 à Cegléd est une triathlète et duathlète professionnelle hongroise spécialisée dans les courses de longues distances. Championne du monde de duathlon (courte distance) en 2001 et 2004. Détentrice du record de victoires sur la compétition longue distance de duathlon, le Powerman de Zofingen en Suisse. Quintuple vainqueur sur le circuit Ironman de par le monde, elle remporte également l'Embrunman en France en 2011.

## Biographie
En 2001 Erika Csomor gagne la médaille d’argent du championnat du monde de duathlon et remporte le titre la même année du championnat courte distance en Italie. Elle défend son titre l'année suivante mais s'incline devant Michelle Dillon et prend la deuxième place. Elle regagne ce titre deux ans plus tard et prend la troisième place sur l’épreuve longue distance. Elle détient le record de victoires sur le Powerman Duathlon, cette course longue distance parmi les plus difficiles, sert régulièrement de support à l'épreuve des championnats d'Europe de triathlon longue distance organisée par la Fédération européenne de triathlon

## Palmarès
Les tableaux présentent les résultats les plus significatifs (podium) obtenus sur le circuit international de triathlon et de duathlon depuis 2001.
| Année | Compétition                 | Pays       | Position      | Temps            |
| ----- | --------------------------- | ---------- | ------------- | ---------------- |
| 2016  | Challenge Venise            | Italie     | Médaille d'or | 9 h 4 min 0 s    |
| 2014  | Ironman Suède Kalmar        | Suède      |               | 9 h 30 min 4 s   |
| 2013  | Ironman Lake Placid         | États-Unis |               | 8 h 56 min 41 s  |
| 2013  | Ironman Suisse              | Suisse     |               | 9 h 33 min 17 s  |
| 2013  | Ironman Autriche            | Autriche   |               | 8 h 59 min 31 s  |
| 2013  | Ironman Los Cabos           | Mexique    |               | 9 h 35 min 34 s  |
| 2012  | MetaMan Triathlon Bintan    | Inde       |               | 9 h 52 min 29 s  |
| 2012  | Embrunman                   | France     |               | 11 h 48 min 4 s  |
| 2012  | Ironman Suisse              | Suisse     |               | 9 h 20 min 16 s  |
| 2012  | Ironman Autriche            | Autriche   |               | 9 h 12 min 9 s   |
| 2011  | Challenge Barcelona-Maresme | Espagne    |               | 9 h 18 min 47 s  |
| 2011  | Embrunman                   | France     |               | 11 h 15 min 41 s |
| 2011  | Ironman Suisse              | Suisse     |               | 9 h 37 min 0 s   |
| 2011  | Ironman Autriche            | Autriche   |               | 8 h 51 min 11 s  |

| Année | Compétition                | Pays   | Position | Temps           |
| ----- | -------------------------- | ------ | -------- | --------------- |
| 2011  | Powerman Duathlon Zofingen | Suisse |          | 7 h 22 min 42 s |
| 2010  | Powerman Duathlon Zofingen | Suisse |          | 7 h 20 min 52 s |
| 2009  | Powerman Duathlon Zofingen | Suisse |          | 7 h 20 min 36 s |
| 2008  | Powerman Duathlon Zofingen | Suisse |          | 7 h 14 min 43 s |
| 2007  | Powerman Duathlon Zofingen | Suisse |          | 7 h 6 min 35 s  |
| 2006  | Powerman Duathlon Zofingen | Suisse |          | 7 h 52 min 49 s |
| 2005  | Powerman Duathlon Zofingen | Suisse |          | 7 h 30 min 24 s |
| 2004  | Powerman Duathlon Zofingen | Suisse |          | 7 h 26 min 20 s |
| 2003  | Powerman Duathlon Zofingen | Suisse |          | 7 h 38 min 29 s |
| 2001  | Powerman Duathlon Zofingen | Suisse |          | 7 h 34 min 47 s |